# 15599 Richardlarson
15599 Richardlarson eller 2000 GF99 är en asteroid i huvudbältet som upptäcktes den 7 april 2000 av LINEAR i Socorro County, New Mexico. Den är uppkallad efter Richard W. Larson.